# Ixodes theilerae
Ixodes theilerae är en fästingart som beskrevs av Joseph Charles Arthur 1953. Ixodes theilerae ingår i släktet Ixodes och familjen hårda fästingar. Inga underarter finns listade i Catalogue of Life.